# Ocre (famiglia)
La famiglia Ocre (talvolta preceduta dalle preposizioni di, da, de, dell' o d') è stata una famiglia nobile italiana.

## Storia

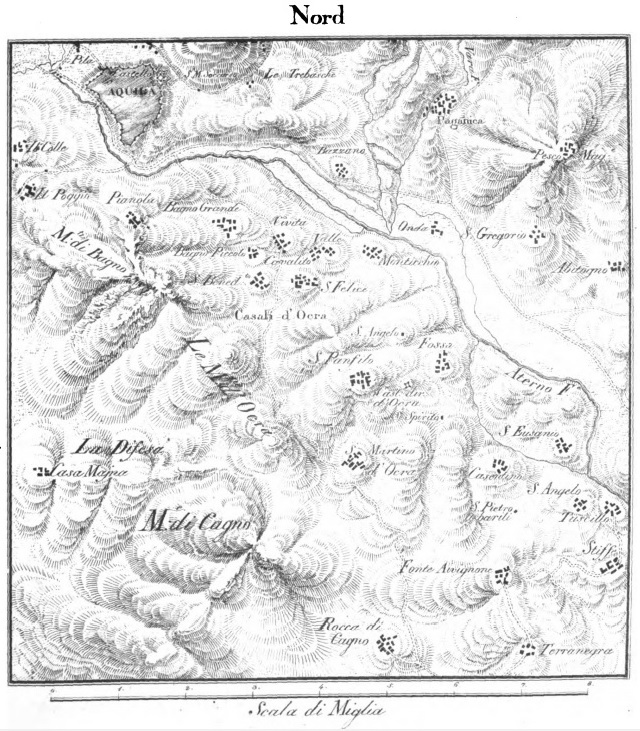
La signoria di Ocre con gli annessi casali, confinante a nord con il contado dell'Aquila, a est con la signoria di Fossa e a sud-est con la signoria di Barile. Più a sud vi era la signoria di Albe (non mostrata nella mappa)

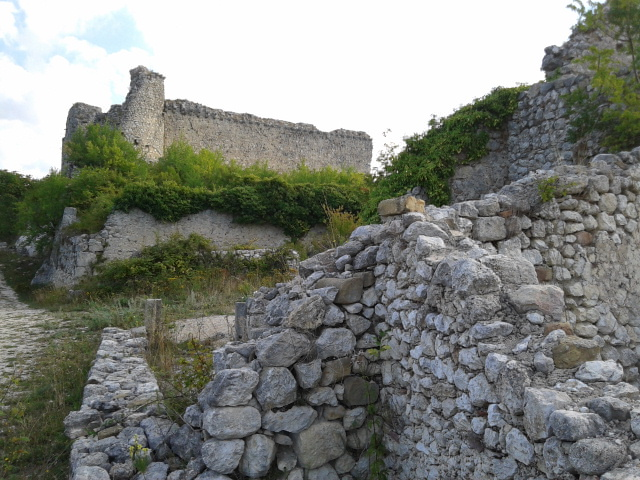
Il castello di Albe, unica dimora della famiglia assieme a quello di Ocre

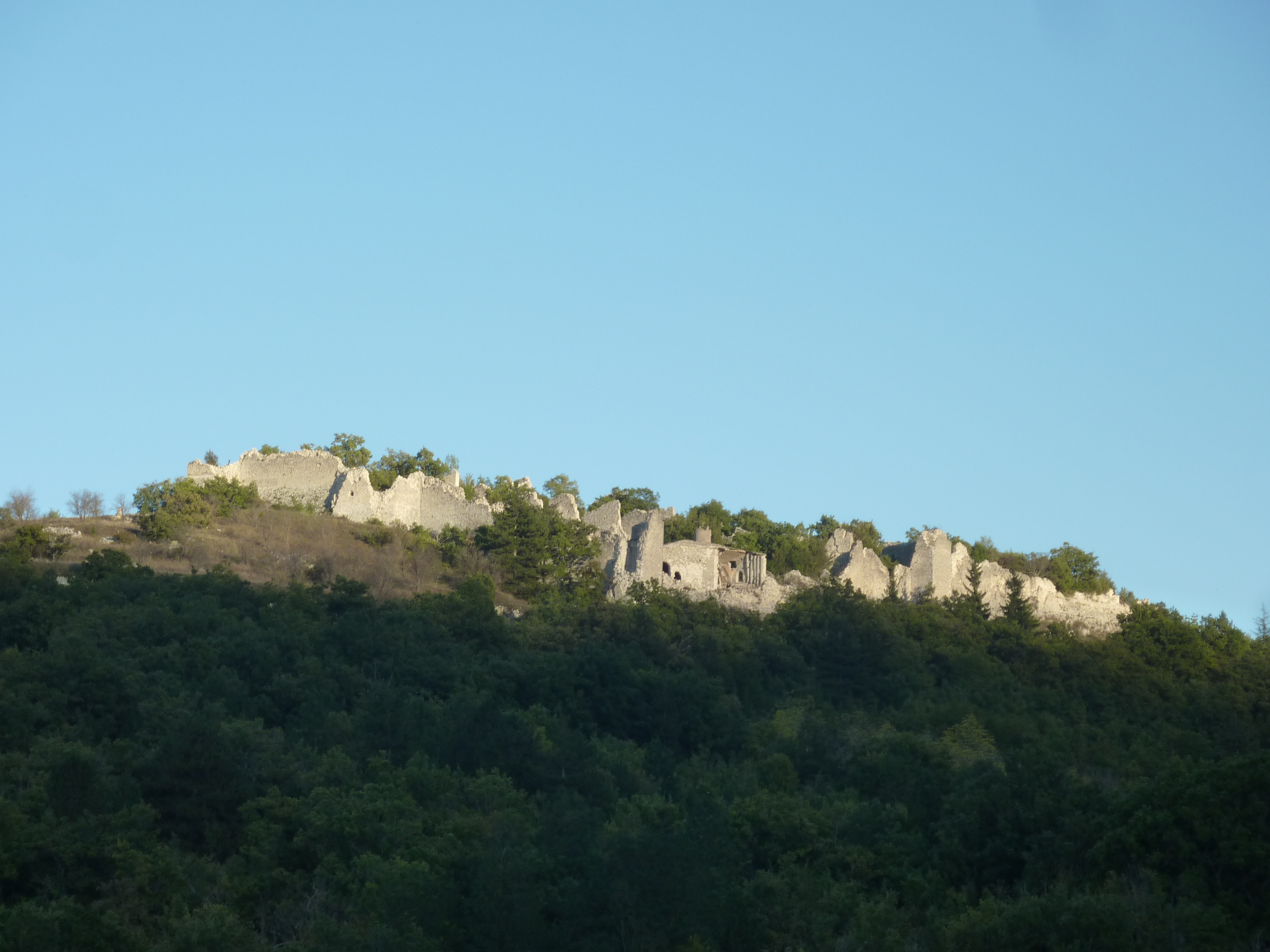
Il castello di Ocre, unica dimora della famiglia assieme a quello di Albe

La famiglia Ocre ebbe origine dalla casata dei Berardi, noti come Conti dei Marsi. Il fondatore fu Odorisio Berardi, figlio di Rainaldo Berardi e della duchessa di Gaeta Sichilgaida, il cui casato è ignoto, il quale, entrato in possesso della signoria di Ocre, grazie alla legge longobarda del XII secolo che consentiva di cambiare il proprio cognome col nome del feudo, cambiò il proprio cognome in Ocre. La famiglia ha posseduto oltre a quella di Ocre, un'altra sola signoria, quella di Albe: può quindi essere considerata appartenente ad una piccola nobiltà feudale. Ebbe dunque come dimore i castelli di Albe ed Ocre. La sua genealogia, secondo quanto riportano gli storici, è piccola e di breve composizione. Uno dei suoi membri, Odorisio di Ocre, entrato in possesso della contea di Celano, mutò il proprio cognome in Celano, fondando così la famiglia Celano. La famiglia Ocre si estinse nella seconda metà del XIII secolo con Margherita, figlia di Gualtiero, che sposò nel 1256 Galvano Lancia portandogli in dote la signoria di Ocre. Usava uno stemma d'argento alla fascia di verde, cui il cardinale Tommaso di Ocre aggiunse una "M" d'oro per rimarcare il suo passato da monaco.

## Albero genealogico
Di seguito è riportato l'albero genealogico della famiglia Ocre dal fondatore Odorisio Berardi, vissuto nel XII secolo, fino all'ultima discendente Margherita, deceduta entro la seconda metà del XIII secolo, secondo una ricostruzione degli storici Cesare d'Engenio Caracciolo, Enrico Bacco, Ottavio Beltrano et al.:
|         |         |         |         |            |           |                    |                    |            |   |
|         |         |         |         | Odorisio   |           |                    |                    |            |   |
|         |         |         |         |            |           |                    |                    |            |   |
|         |         |         |         |            |           |                    |                    |            |   |
|         |         | Berardo | Berardo | Tommaso    | Tommaso   |                    | Offreduzio         | Offreduzio |   |
|         |         |         |         |            |           |                    |                    |            |   |
|         |         |         |         |            |           |                    |                    |            |   |
| Tommaso | Tommaso | Pietro  | Pietro  | Rainaldo   | Rainaldo  | Odorisio           | Odorisio           | ?          | ? |
|         |         |         |         |            |           |                    |                    |            |   |
|         |         |         |         |            |           |                    |                    |            |   |
|         |         |         |         | Gualtiero  | Gualtiero | Linea dei Celano · | Linea dei Celano · |            |   |
|         |         |         |         |            |           |                    |                    |            |   |
|         |         |         |         |            |           |                    |                    |            |   |
|         |         |         |         | Margherita |           |                    |                    |            |   |

## Famiglia Albe
La famiglia Ocre era conosciuta anche come famiglia Albe (talvolta preceduta dalla preposizione di o d') per il possesso che avevano i membri che la costituivano del feudo di Albe. Entrambe costituiscono quindi la stessa casata ed usano lo stesso stemma.